# Итальянско-пакистанские отношения
Итальянско-пакистанские отношения — двусторонние дипломатические отношения между Италией и Пакистаном носят традиционно тёплый характер.

## История
Италия предоставила Пакистану 100 миллионов долларов США на проекты социального развития в области здравоохранения, образования и санитарии. Правительство Италии согласилось открыть кредитную линию в размере 10 миллиардов долларов для инвесторов, желающих инвестировать в экономику Пакистана. Италия поддерживает предложение Пакистана о заключении соглашения о свободной торговле между этой страной и Европейским союзом.
В Италии проживает более 150 000 пакистанцев, в основном в Милане и Брешии, большинство из них является выходцами из провинции Пенджаб.

## Ассоциация тройной спирали
В 1996 году Генри Ицковиц и Лойт Лейдесдорф предложили модель тройной спирали инноваций на семинаре в Амстердаме для анализа отношений между университетами, промышленностью и правительством. Ассоциация тройной спирали была создана в 2009 году со штаб-квартирой в Риме как некоммерческая неправительственная ассоциация, основная цель которой — продвижение научных знаний и практических достижений, связанных со всеми аспектами взаимодействия между университетами, промышленностью и правительством для стимулирования исследований, инноваций, экономической конкурентоспособности и роста. 
Южноазиатское отделение Ассоциации размещено в Университете менеджмента и технологий Лахора после обсуждения и презентаций на конференции в Томске в сентябре 2014 года. Южноазиатская Ассоциация тройной спирали была основана для стимулирования исследований, инновационного экономического роста и региональной конкурентоспособности в регионе, чтобы справиться с проблемами роста населения и бедности.

## Пандемия COVID-19
В марте 2020 года министерство иностранных дел Италии сообщило, что Пакистан направил 500 тысяч таблеток хлорохина, чтобы помочь итальянским пациентам, страдающим от коронавируса.